# Католе-ду-Роша
Католе-ду-Роша (порт. Catolé do Rocha) — муниципалитет в Бразилии, входит в штат Параиба. Составная часть мезорегиона Сертан штата Параиба. Входит в экономико-статистический микрорегион Католе-ду-Роша. Население составляет 27 691 человек на 2006 год. Занимает площадь 552,098 км². Плотность населения — 50,2 чел./км².

## Статистика
- Валовой внутренний продукт на 2003 год составляет 58 589 618,00 реалов (данные: Бразильский институт географии и статистики).
- Валовой внутренний продукт на душу населения на 2003 год составляет 2153,24 реалов (данные: Бразильский институт географии и статистики).
- Индекс развития человеческого потенциала на 2000 год составляет 0,668 (данные: Программа развития ООН).